# Aci Castello

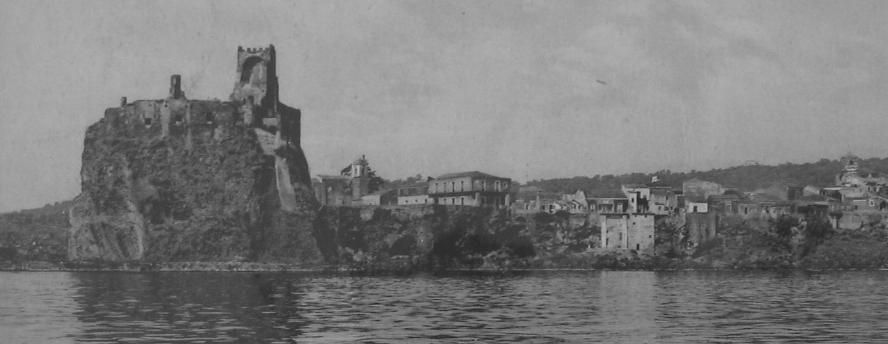
Aci Castello in 1900

Aci Castello is een gemeente in de Italiaanse provincie Catania (regio Sicilië) en telt 18.614 inwoners (30-4-2017). De oppervlakte bedraagt 8,6 km², de bevolkingsdichtheid is 2137 inwoners per km².
De volgende frazioni maken deel uit van de gemeente: Aci Trezza, Ficarazzi, Cannizzaro.

## Demografie
Aci Castello had op 30 april 2017 een inwonertal van 18.614. Het aantal inwoners steeg in de periode 1991-2017 met 3,8% volgens ISTAT.
| Jaar | Inwoneraantal |
| ---- | ------------- |
| 1991 | 17.927        |
| 2001 | 18.272        |
| 2004 | 18.117        |
| 2013 | 18.587        |
| 2017 | 18.614        |

## Geografie
De gemeente ligt op ongeveer 15 m boven zeeniveau.
Aci Castello grenst aan de volgende gemeenten: Aci Catena, Acireale, Catania, San Gregorio di Catania, Valverde.

## Geboren
- Mauro Maugeri (1959-2017), waterpoloër en waterpolocoach